# Международная выставка в Салониках

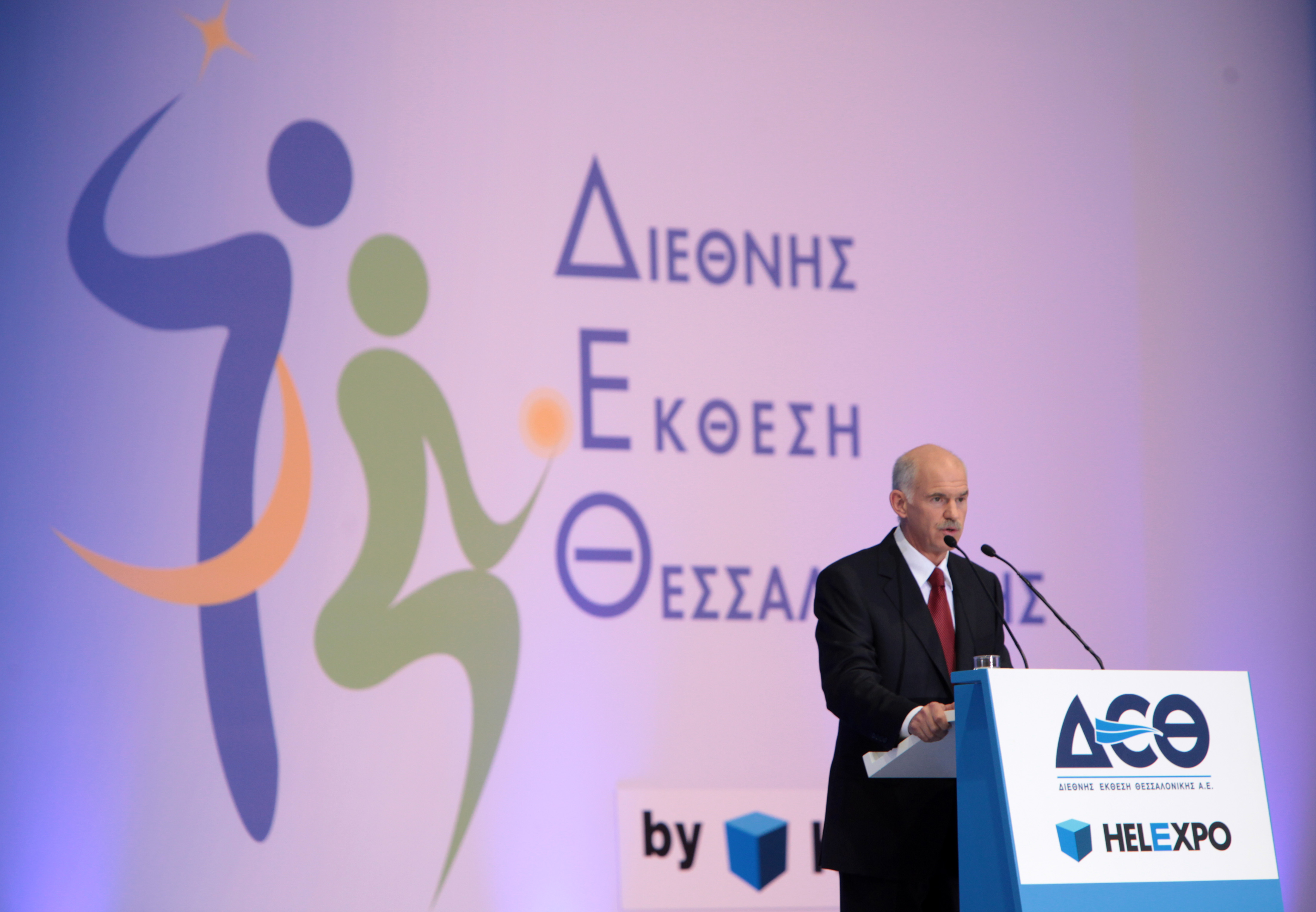
Йоргос Папандреу на открытии ΔΕΘ, 2009 год

Международная выставка в Салониках (греч. Διεθνής Έκθεση Θεσσαλονίκης, или сокращённо ΔΕΘ, англ. Thessaloniki International Trade Fair, или TIF) — ежегодная выставка, которая организуется официальной выставочной организацией в Салониках — HELEXPO. Выставочный комплекс расположен в центре города, занимает площадь 180 тыс. м2 и включает 17 крупных павильонов и 2 современных зала для конгрессов и конференций.

## История
Первая Международная выставка в Салониках была проведена в 1925 г. и с тех пор проводится ежегодно в сентябре. Исключением были 1940—1950 гг из-за Мировой войны и её последствий. Кроме того, в последние годы HELEXPO производит около 20 отраслевых выставок, которые проходят ещё несколько месяцев. Среди них:
- PHILOXENIA — Международная выставка туризма;
- ARGOTICA — ежегодная сельскохозяйственная выставка, проводится в конце января.
- INFACOMA — выставка строительных материалов, конструкций и т. п., проводится в феврале;
- MARMIN — выставка мрамора, других полезных ископаемых и оборудования для их добычи;
- FURNIDEC — выставка мебели, проводится в марте;
- TRANSPORT & LOGISTICS — представляет все, что связано с транспортировкой и логистикой;
- KOSMIMA — выставка драгоценностей, проводится в январе.

Интересно, что напиток фраппе, популярный ныне в Греции, был изобретён представителем компании Nestle именно на Международной выставке в Салониках в 1957 году.
Юбилейная 75-я выставка проходила 11-19 сентября 2010 года. Главная тема посвящена инновации, зелёному строительству — экологическому развитию экономики. В ярмарке приняли участие 16 государств, почётным гостем среди них стала Венгрия. Традиционно участие в торжественной церемонии открытия выставки принял премьер-министр Греции Йоргос Папандреу.